# Alice (bài hát của Lady Gaga)
"Alice" là một bài hát của ca sĩ-nhạc sĩ người Mỹ Lady Gaga thu âm cho album phòng thu thứ sáu của cô, Chromatica.

## Bảng xếp hạng

### Xếp hạng theo tuần
| Bảng xếp hạng (2020)                          | Vị trí cao nhất |
| --------------------------------------------- | --------------- |
| Australia (ARIA)                              | 59              |
| Canada (Canadian Hot 100)                     | 78              |
| Cộng hòa Séc (Singles Digitál Top 100)        | 97              |
| France (SNEP)                                 | 112             |
| Greece (IFPI)                                 | 60              |
| Italy (FIMI)                                  | 84              |
| Lithuania (AGATA)                             | 67              |
| New Zealand Hot Singles (Recorded Music NZ)   | 3               |
| Bồ Đào Nha (AFP)                              | 67              |
| Scotland (OCC)                                | 63              |
| Slovakia (Singles Digitál Top 100)            | 92              |
| Anh Quốc (OCC)                                | 29              |
| Hoa Kỳ Billboard Hot 100                      | 84              |
| Hoa Kỳ Hot Dance/Electronic Songs (Billboard) | 7               |
| US Rolling Stone Top 100                      | 69              |

### Bảng xếp hạng cuối năm
| Bảng xếp hạng (2020)                      | Vị trí |
| ----------------------------------------- | ------ |
| US Hot Dance/Electronic Songs (Billboard) | 36     |